# Dipsadoboa brevirostris
Espèce
Synonymes
- Dipsadomorphus brevirostris Sternfeld, 1908

Statut de conservation UICN

 LC  : Préoccupation mineure
Dipsadoboa brevirostris est une espèce de serpents de la famille des Colubridae.

## Répartition
Cette espèce se rencontre de la Sierra Leone jusqu'à l'Ouest du Cameroun.

## Description
Dans sa description Sternfeld indique que les deux adultes en sa possession mesurent 87 et 107 cm. Il précise que cette espèce, qu'il décrit sous le genre Dipsadomorphus, s'apparente également au genre Dipsadoboa où elle sera finalement classée par Rasmussen en 1989.

## Étymologie
Son nom d'espèce, du latin brevis, « court », et rostris, « museau », lui a été donné en référence à sa morphologie.

## Publication originale
- Sternfeld, 1908 : Die Schlangenfauna von Kamerun. Mitteilung aus dem Zoologischen Museum in Berlin, vol. 3, no 4, p. 397-432 (texte intégral).